# Willibald Sauerländer

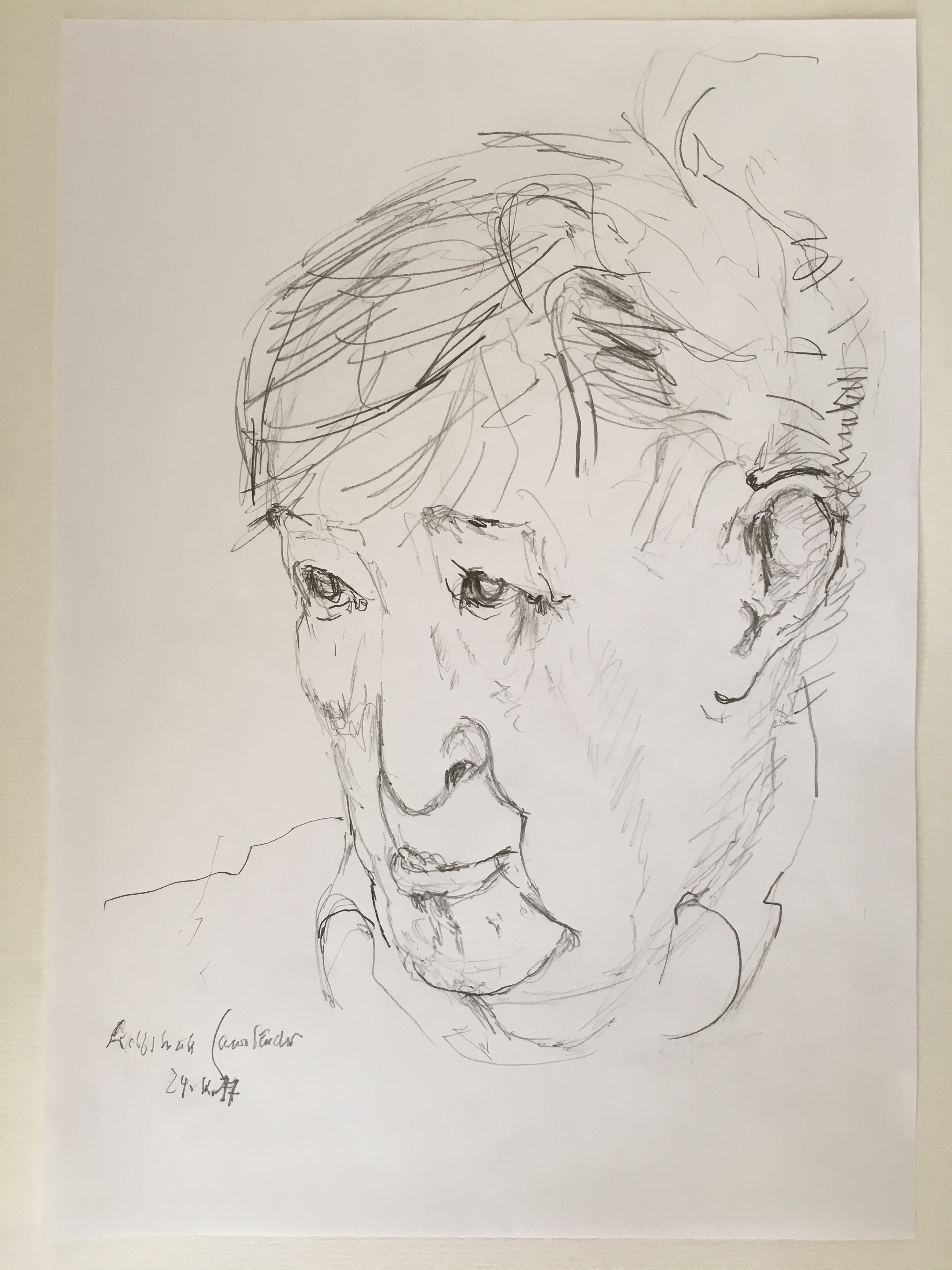
Willibald Sauerländer, rys. Sybille Moser-Ernst

Willibald Sauerländer (ur. 29 lutego 1924 w Bad Waldsee, zm. 18 kwietnia 2018 w Monachium) – niemiecki historyk sztuki, specjalizujący się w sztuce średniowiecznej.
Ukończył studia na Uniwersytecie w Monachium na kierunkach: historia sztuki i archeologia klasyczna. W 1953 roku doktoryzował się na podstawie pracy o francuskiej rzeźbie gotyckiej. Po kilkuletnim pobycie we Francji uzyskał habilitację na Uniwersytecie we Fryburgu Bryzgowijskim. W latach 1964–65 był profesorem w Institute of Fine Arts w New York University. W 1966 objął katedrę historii sztuki na Uniwersytecie we Fryburgu Bryzgowijskim, a w latach 1970–89 był dyrektorem Zentralinstitut für Kunsgeschichte w Monachium.
Autor publikacji poświęconych rzeźbie romańskiej i gotyckiej we Francji. W języku polskim ukazała się Rzeźba średniowieczna jego autorstwa (1978 i późniejsze wydania).